# Капаннолі
Капаннолі (італ. Capannoli) — муніципалітет в Італії, у регіоні Тоскана,  провінція Піза.
Капаннолі розташоване на відстані близько 240 км на північний захід від Рима, 55 км на південний захід від Флоренції, 26 км на південний схід від Пізи.
Населення — 6375 осіб (2014).

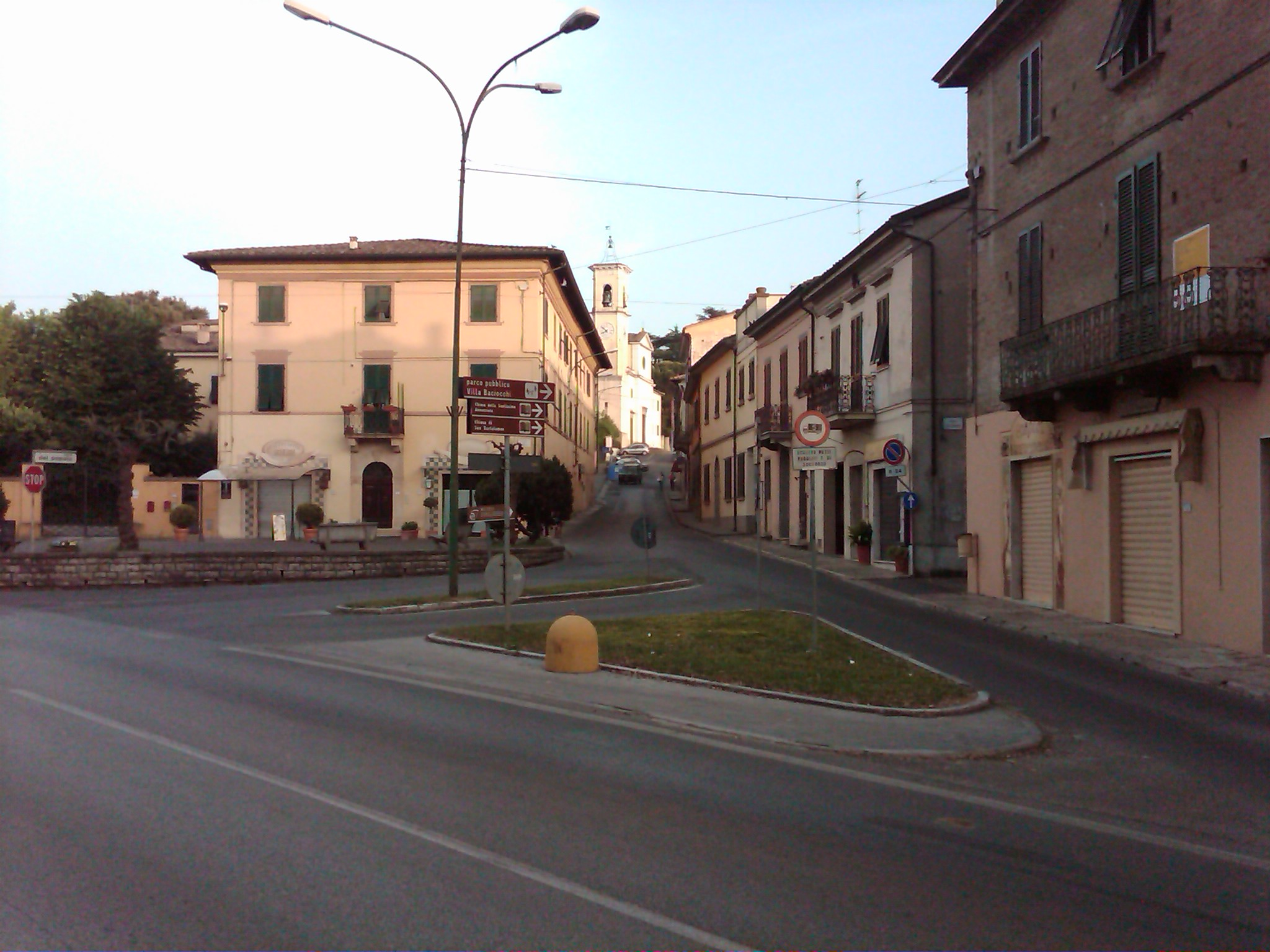

Щорічний фестиваль відбувається 24 серпня. Покровитель — святий Варфоломій.

## Демографія
Населення за роками:

Станом на 1 січня 2023 року в муніципалітеті офіційно проживало 389 іноземців з 32 країн, серед них 121 громадянин країн Євросоюзу та 15 громадян України.

## Сусідні муніципалітети
- Кашіана-Терме-Ларі
- Палая
- Печчолі
- Понсакко
- Понтедера
- Терриччола